# A cruce salus
A cruce salus è una locuzione latina  che significa "dalla croce la salvezza".

## Uso
Viene usata in campo religioso dai cristiani per indicare che la salvezza dell'umanità è dovuta alla redenzione di Cristo, avvenuta tramite la croce.
La frase è presente nel De Imitatione Christi  comunemente attribuito al monaco agostiniano Tommaso da Kempis (sebbene permangano dei dubbi sulla paternità dell'opera) ed è il passo centrale nella via da percorrere per raggiungere la perfezione ascetica, seguendo le orme di Gesù.
In Scozia è usata come motto dal Clan Taylor, nella versione "In cruce salus".

## Valore traslato
La frase ha assunto un valore traslato per indicare anche nelle piccole cose che la sofferenza a volte indica la via di uscita.